# Borzym
Borzym (Duits: Borin) is een plaats in het Poolse district  Gryfiński, woiwodschap West-Pommeren. De plaats maakt deel uit van de gemeente Gryfino en telt 325 inwoners.